# Silk Sonic
Silk Sonic ist ein US-amerikanisches Super-Duo bestehend aus den beiden Musikern Anderson Paak und Bruno Mars.

## Bandgeschichte
Anderson Paak eröffnete 2017 für Bruno Mars auf der Europatournee der 24K Magic World Tour. Später arbeiteten die beiden Künstler gemeinsam in den Abbey Road Studios mit Nile Rodgers und Guy Lawrence für das Album It’s About Time von Chic. Es entstanden auch erste gemeinsame Stücke, die auf Paaks Album Ventura (2019) veröffentlicht wurde.
Am 26. Februar 2021 wurde schließlich das gemeinsame Projekt Silk Sonic verkündet. Der Bandname wurde von Bootsy Collins ersonnen, nachdem dieser das Album, zu dem er ein Intro beitrug, das erste Mal gehört hatte. Am 5. März 2021 erschien die erste Singleauskopplung Leave the Door Open, die weltweit chartete. Zusammen mit dem Song wurde auch das Intro veröffentlicht. Das erste Mal live zu sehen war das Duo bei der Grammyverleihung 2021, wo sie die Single spielten sowie die beiden Songs Long Tall Sally und Good Golly, Miss Molly als Tribut an Little Richard, der im Vorjahr verstorben war. Das gemeinsame Album ist am 12. November 2021 erschienen.

## Musik
Musikalisch spielt das Duo Retro-Soul und R&B im 70er-Gewand.

## Diskografie

### Studioalben
| Jahr | Titel Musiklabel                                                      | Höchstplatzierung, Gesamtwochen, AuszeichnungChartplatzierungen (Jahr, Titel, Musiklabel, Platzierungen, Wochen, Auszeichnungen, Anmerkungen) | Höchstplatzierung, Gesamtwochen, AuszeichnungChartplatzierungen (Jahr, Titel, Musiklabel, Platzierungen, Wochen, Auszeichnungen, Anmerkungen) | Höchstplatzierung, Gesamtwochen, AuszeichnungChartplatzierungen (Jahr, Titel, Musiklabel, Platzierungen, Wochen, Auszeichnungen, Anmerkungen) | Höchstplatzierung, Gesamtwochen, AuszeichnungChartplatzierungen (Jahr, Titel, Musiklabel, Platzierungen, Wochen, Auszeichnungen, Anmerkungen) | Höchstplatzierung, Gesamtwochen, AuszeichnungChartplatzierungen (Jahr, Titel, Musiklabel, Platzierungen, Wochen, Auszeichnungen, Anmerkungen) | Anmerkungen                                                   |
| Jahr | Titel Musiklabel                                                      | DE | AT | CH | UK | US | Anmerkungen                                                   |
| ---- | --------------------------------------------------------------------- | --- | --- | --- | --- | --- | ------------------------------------------------------------- |
| 2021 | An Evening with Silk Sonic Aftermath Entertainment • Atlantic Records | DE14 (5 Wo.)DE | AT12 (5 Wo.)AT | CH5 (11 Wo.)CH | UK9 Gold · (9 Wo.)UK | US2 Platin · (58 Wo.)US | Erstveröffentlichung: 12. November 2021 Verkäufe: + 1.325.000 |

### Singles
| Jahr | Titel Album                                      | Höchstplatzierung, Gesamtwochen, AuszeichnungChartplatzierungen (Jahr, Titel, Album, Platzierungen, Wochen, Auszeichnungen, Anmerkungen) | Höchstplatzierung, Gesamtwochen, AuszeichnungChartplatzierungen (Jahr, Titel, Album, Platzierungen, Wochen, Auszeichnungen, Anmerkungen) | Höchstplatzierung, Gesamtwochen, AuszeichnungChartplatzierungen (Jahr, Titel, Album, Platzierungen, Wochen, Auszeichnungen, Anmerkungen) | Höchstplatzierung, Gesamtwochen, AuszeichnungChartplatzierungen (Jahr, Titel, Album, Platzierungen, Wochen, Auszeichnungen, Anmerkungen) | Höchstplatzierung, Gesamtwochen, AuszeichnungChartplatzierungen (Jahr, Titel, Album, Platzierungen, Wochen, Auszeichnungen, Anmerkungen) | Anmerkungen                                                        |
| Jahr | Titel Album                                      | DE | AT | CH | UK | US | Anmerkungen                                                        |
| --- | ------------------------------------------------ | --- | --- | --- | --- | --- | ------------------------------------------------------------------ |
| 2021 | Leave the Door Open An Evening with Silk Sonic   | DE72 (6 Wo.)DE | AT54 (8 Wo.)AT | CH23 (21 Wo.)CH | UK20 Platin · (21 Wo.)UK | US1 ×2Doppelplatin · (39 Wo.)US | Erstveröffentlichung: 5. März 2021 Verkäufe: + 4.018.333           |
| 2021 | Skate An Evening with Silk Sonic                 | DE— aDE | — | CH74 (1 Wo.)CH | UK45 Silber · (4 Wo.)UK | US14 (8 Wo.)US | Erstveröffentlichung: 30. Juli 2021 Verkäufe: + 280.000            |
| 2021 | Smokin Out the Window An Evening with Silk Sonic | DE— bDE | — | CH34 (3 Wo.)CH | UK12 Silber · (11 Wo.)UK | US5 ×2Doppelplatin · (20 Wo.)US | Erstveröffentlichung: 5. November 2021 Verkäufe: + 2.385.000       |
| Folgende Lieder erschienen nicht als Single, wurden aber durch das Album zum Download und Streaming bereitgestellt und konnten somit eine Platzierung erlangen: |                                                  | | | | | |                                                                    |
| |                                                  | | | | | |                                                                    |
| 2021 | Fly as Me An Evening with Silk Sonic             | — | — | — | UK49 (1 Wo.)UK | US81 (1 Wo.)US | Charteinstieg: 25. November 2021                                   |
| 2021 | After Last Night An Evening with Silk Sonic      | — | — | — | — | US68 (1 Wo.)US | Charteinstieg: 27. November 2021 feat. Thundercat & Bootsy Collins |
| 2021 | Blast Off An Evening with Silk Sonic             | — | — | — | — | US73 (1 Wo.)US | Charteinstieg: 27. November 2021                                   |
| 2021 | Put on a Smile An Evening with Silk Sonic        | — | — | — | — | US78 (1 Wo.)US | Charteinstieg: 27. November 2021                                   |

## Auszeichnungen für Musikverkäufe
| Goldene Schallplatte - Australien - 2021: für die Single Leave the Door Open - Dänemark - 2024: für die Single Smokin Out the Window - Frankreich - 2024: für das Album An Evening with Silk Sonic - Kanada - 2022: für die Single Skate - Neuseeland - 2022: für die Single Smokin Out the Window - Niederlande - 2021: für die Single Leave the Door Open - 2022: für das Album An Evening with Silk Sonic - Portugal - 2022: für die Single Smokin Out the Window Platin-Schallplatte - Brasilien - 2022: für das Album An Evening with Silk Sonic - 2022: für die Single Skate - 2022: für die Single Smokin Out the Window - Dänemark - 2023: für die Single Leave the Door Open - 2025: für das Album An Evening with Silk Sonic - Italien - 2023: für die Single Leave the Door Open - Kanada - 2022: für die Single Smokin Out the Window - 2025: für das Album An Evening with Silk Sonic - Neuseeland - 2023: für das Album An Evening with Silk Sonic - Polen - 2023: für die Single Leave the Door Open - Spanien - 2024: für die Single Leave the Door Open | 3× Platin-Schallplatte - Kanada - 2022: für die Single Leave the Door Open - Portugal - 2023: für die Single Leave the Door Open 4× Platin-Schallplatte - Neuseeland - 2024: für die Single Leave the Door Open Diamantene Schallplatte - Frankreich - 2024: für die Single Leave the Door Open 2× Diamantene Schallplatte - Brasilien - 2022: für die Single Leave the Door Open |

Anmerkung: Auszeichnungen in Ländern aus den Charttabellen bzw. Chartboxen sind in ebendiesen zu finden.
| Land/RegionAuszeichnungen für Musikverkäufe (Land/Region, Auszeichnungen, Verkäufe, Quellen) | Silber     | Gold     | Platin       | Diamant     | Verkäufe  | Quellen              |
| -------------------------------------------------------------------------------------------- | ---------- | -------- | ------------ | ----------- | --------- | -------------------- |
| Australien (ARIA)                                                                            | —          | Gold1    | —            | —           | 35.000    | aria.com.au          |
| Brasilien (PMB)                                                                              | —          | —        | 3× Platin3   | 2× Diamant2 | 440.000   | pro-musicabr.org.br  |
| Dänemark (IFPI)                                                                              | —          | Gold1    | 2× Platin2   | —           | 155.000   | ifpi.dk              |
| Frankreich (SNEP)                                                                            | —          | Gold1    | —            | Diamant1    | 383.333   | snepmusique.com      |
| Italien (FIMI)                                                                               | —          | —        | Platin1      | —           | 100.000   | fimi.it              |
| Kanada (MC)                                                                                  | —          | Gold1    | 5× Platin5   | —           | 440.000   | musiccanada.com      |
| Neuseeland (RMNZ)                                                                            | —          | Gold1    | 5× Platin5   | —           | 150.000   | radioscope.co.nz NZ2 |
| Niederlande (NVPI)                                                                           | —          | 2× Gold2 | —            | —           | 60.000    | nvpi.nl              |
| Polen (ZPAV)                                                                                 | —          | —        | Platin1      | —           | 50.000    | olis.pl              |
| Portugal (AFP)                                                                               | —          | Gold1    | 3× Platin3   | —           | 35.000    | Einzelnachweise      |
| Spanien (Promusicae)                                                                         | —          | —        | Platin1      | —           | 60.000    | elportaldemusica.es  |
| Vereinigte Staaten (RIAA)                                                                    | —          | —        | 5× Platin5   | —           | 5.000.000 | riaa.com             |
| Vereinigtes Königreich (BPI)                                                                 | 2× Silber2 | Gold1    | Platin1      | —           | 1.060.000 | bpi.co.uk            |
| Insgesamt                                                                                    | 2× Silber2 | 9× Gold9 | 27× Platin27 | 3× Diamant3 |           |                      |